# Kommissæren
Kommissæren (russisk: Комиссар) er en sovjetisk spillefilm fra 1967 af Aleksandr Askoldov.

## Medvirkende
- Nonna Mordjukova som Klavdia Vavilova
- Rolan Bykov som Yefim Magazannik
- Ljudmila Volynskaja
- Vasilij Sjuksjin som Kozyrev
- Raisa Nedasjkovskaja som Maria